# Rahewin
Ragewin ou Rahewin († avant 1177), chroniqueur et secrétaire de l’évêque Othon de Freising, est passé à la postérité pour sa continuation du panégyrique de Barberousse, les Gesta Friderici.

## Biographie
On ne sait pas grand-chose de sa jeunesse ni de ses origines ; il était sans doute originaire de Freising, qu'il qualifie de patria mea. Il apparaît une première fois dans les actes épiscopaux en 1144, comme cartularius (calligraphe) de l’évêque Othon de Freising. Dans des actes ultérieurs, il est qualifié de capellanus (« chapelain ») et de notarius, puis à partir de 1156 de canonicus (chanoine) de la cathédrale de Freising. Ensuite, d’innombrables textes le citent comme secrétaire ou témoin, avec diverses transcriptions de son nom : Ragewinus, Radevicus, Reguinus, Rachwynus etc.
C’est sous la dictée de son maître Othon de Freising que Ragewin écrivit la Chronica sive Historia de duabus civitatibus et qu’en 1157 il la présenta, accompagné de l’abbé Rapoton de Saint-Étienne, à l’empereur Frédéric Barberousse. Il accompagna Othon de Freising dans ses voyages et l'assista dans ses derniers instants à l’abbaye cistercienne du Morimond en septembre 1158. Othon pria Ragewin de parachever son récit des hauts faits de Frédéric Barberousse, les Gesta Friderici seu Cronica. C'est vraisemblablement  Ragewin qui annonça à l'empereur la mort d'Othon, et le monarque confirma l'émissaire dans son devoir de chroniqueur officiel.
Rahewin composa les livres III et IV des Hauts faits de Frédéric, achevés en 1160. Ces volumes couvrent les événements allant d'août 1157 (campagne de Pologne) à février 1160 (Synode de Pavie, censé résoudre le schisme opposant le pape Alexandre III à l’antipape Victor IV).
Ragewin a également composé des poèmes en latin, dont une version en hexamètres de la légende de Saint-Théophile de Paul Diacre, et un Flosculus Rahewini ad H. praepositum. Les Hauts faits de Frédéric nous ont conservé deux épitaphes de l'évêque Othon, dont l'une en septénaire trochaïques et l'autre en hexamètres.

## Voir également
- (la) Texte latin des Hauts-faits de Frédéric

- (de) Cet article est partiellement ou en totalité issu de l’article de Wikipédia en allemand intitulé « Rahewin » (voir la liste des auteurs).